# Otto Werner (Politiker, 1910)
Otto Werner (* 5. Oktober 1910 in Uhlstädt-Oberkrossen, Kreis Rudolstadt; † nach 1967) war ein deutscher Politiker der DDR (DBD). Er bekleidete mehrere Funktionen in der DBD und war Abgeordneter der Volkskammer der DDR.

## Leben
Werner, Sohn eines Landwirts, besuchte von 1927 bis 1929 die Landwirtschaftsschule in Rudolstadt und war 1930/1931 Gehilfe auf dem Stadtgut Camburg und dann im väterlichen Betrieb beschäftigt. Am 1. Mai 1937 trat er der NSDAP bei.
Nach dem Zweiten Weltkrieg war er weiterhin in der Landwirtschaft tätig und wurde 1948 Mitglied der Demokratischen Bauernpartei Deutschlands (DBD), der Vereinigung der gegenseitigen Bauernhilfe (VdgB) und der Gesellschaft für Deutsch-Sowjetische Freundschaft. Von 1946 bis 1950 war er Mitglied der Gemeindevertretung Uhlstädt, von 1950 bis 1954 Mitglied des Kreistages Rudolstadt. Er wirkte zudem als Vorsitzender der Ortsorganisation der Vereinigung der gegenseitigen Bauernhilfe und der Bäuerlichen Handelsgenossenschaft in Uhlstädt sowie als Vorsitzender des VdgB-Kreisvorstandes Rudolstadt. 1957 gehört er zu den Mitbegründern der LPG Uhlstädt und wurde deren Vorsitzender.
Werner war von 1954 bis 1968 Vorsitzender des Bezirksvorstandes Gera der DBD und von 1955 bis 1967 Mitglied ihres Parteivorstandes.
Von 1954 bis 1967 war Werner zudem Abgeordneter der Volkskammer.

## Auszeichnungen in der DDR
- Ehrentitel „Meisterbauer“ (1952)
- Ehrennadel der Nationalen Front (1954)
- Ehrennadel der VdgB (1955)
- Ehrennadel der Gesellschaft für Deutsch-Sowjetische Freundschaft in Silber (1955)
- Vaterländischer Verdienstorden in Bronze
- Ernst-Moritz-Arndt-Medaille